# 肩車 (柔道)

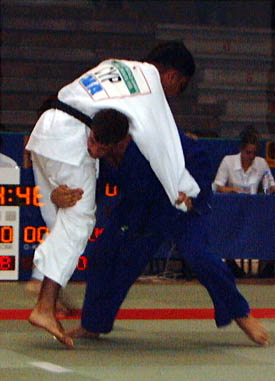
肩車

肩車（かたぐるま）は、柔道の投げ技の手技16本の一つ。投の形の手技の3本目にある。
講道館や国際柔道連盟 (IJF) での正式名。IJF略号KGU。

## 概要
基本形は前に相手の重心を崩しながら、相手の前にもぐりこむ。
釣り手側の脇の下に頭を入れるか、又は、引き手側の脇の下に頭を入れる。
片方の手を相手の両足の間に入れる。
もう片方の手を引きながら相手を肩に担ぎ、重心を移動しながら反対側に転がして投げる。
レスリングの技ファイヤーマンズキャリー（飛行機投げ）とほぼ同形である。
あまり早く引き込みすぎると崩しが不十分になる。
腰を曲げて背中に乗せてしまうと落とすことは出来ないし、そもそも「肩」車ではない。
そのため膝を曲げ腰に力を集中させ、背筋を伸ばすことが肝心要である。別名絹担ぎ（きぬかつぎ）、絹擔（きぬかつぎ）、衣被（きぬかつぎ）。
背負投の連携技として使うとリスクがかなり大きいが、双手刈や朽木倒などの技とは相性が良い。
以前は日本国内で使用する選手はほとんどいなかったが、1995年あたりから86 kg級の世界チャンピオンだった中村佳央が積極的に用いるようになり、その後は軽量級、中量級の選手を中心にこの技を使用する選手がよく見られるようになった。
神道六合流では相撲の腕捻りの様な技肩落の別名を「肩車」としている。

## 変化
持ち上げる前に片膝をつく肩車もある。
着く膝は釣り手側の場合もあれば引き手側の場合もある。
右組で相手を持ち上げた後、体を左に開いて、右手を相手の右袖に持ちかえ一本背負投の様に投げ落とす肩車もある。
相手を持ち上げた後、自身の真後ろに体を反らせて捨てながら相手を落とす肩車もある。
1948年の講道館機関誌『柔道』で玉嶺生は、後ろに反り倒す肩車は相撲では撞木反りにあたる旨述べている。
この肩車と同様、撞木反りは相手を肩にかつぎ上げてから後ろに反り倒す。
相手を持ち上げた後、前屈し自身の真前に相手を落とす肩車もある。
立ち上がらず相手を持ち上げないで、自身の真後ろに体を反らせて捨てながら相手を落とす肩車もある。
1948年の講道館機関誌『柔道』で玉嶺生は、後ろに反り倒す肩車は相撲では襷反りにあたる旨述べている。
2004年の書籍『柔道技の見極めハンドブック』によると、右手で相手の左袖を取り相手の左腋下に頭を突っ込み右手で左内腿を取り肩車の様に相手の上体を極めながら、右脚を伸ばしての横捨身技は講道館では浮技としてるがIJF主催大会では「肩車」としてることが多い、としている。

### スタンディング肩車
スタンディング肩車（スタンディングかたぐるま）は、右手で相手の左袖を持ち頭部を相手の左腋下に突っ込み、後ろに立ち姿勢のまま、反り投げる。
または、左手で相手の左袖を取り右手で相手の左腋下辺りを持って、左手を相手の左内腿に持ち変え、相手を持ち上げ落とす肩車。
グランプリ・ザグレブ2021でアンジェロ・パンターノ（イタリア）が一本をとり、IJF柔道アワード2021ベスト一本となった技はIJF柔道アワード2021の際は「スタンディング肩車」とされたが、IJF公式の決り技は裏投となっている。
自身が倒れ込んで投げていた。相手の脚に触らないでも可能な肩車である。

### ラーツ・ドロップ
ラーツ・ドロップは右自然体から左手を相手の左袖に持ちかえ、頭部を相手の左腋下に突っ込んで自身の右側に捻り落とす肩車。1990年代前半に活躍していたベルギーのラーツ兄弟(65 kg級のフィリップ・ラーツと78 kg級のヨハン・ラーツ)がこのスタイルの肩車を得意にしてよく使っていたことから欧米ではそう呼ばれていた。
脚掴み禁止のルールでも使用可能な肩車である。
なお、同じく1990年代に活躍していたジョージアの60 kg級の選手であったゲオルギ・ワザガシビリもこのラーツ・ドロップとよく似た技を度々使っていた。
また、この脚を掴まないスタイルの肩車は、横落や谷落と見なされる場合もある。

#### ランニング肩車
ランニング肩車（ランニングかたぐるま）は頭部を相手の腋の下に突っ込んだあと、前方に走ってから捻り落とすラーツ・ドロップ。
右自然体から左手を相手の左袖に持ちかえ、頭部を相手の左腋下に突っ込んで前に走って相手の左足が下がったタイミングで相手を自身の右側に捻り倒す。
2024年パリオリンピックの柔道混合団体決勝戦でジョアン＝バンジャマン・ガバ（フランス）が阿部一二三（日本）にこの技で勝利した。
日刊スポーツによるとXでは「こんなん柔道って認めたくないな」、「タックルまがいな技って柔道でありなの?」等、批判が相次ぎ、柔道家の丸山剛毅は「柔道詳しく知らない人だと思いますので教えてあげましょう。この技は肩車です。足取りが廃止されてから外国人が考えてきた素晴らしい技です。」と述べた。

### 向返
向返（むこうがえし）は双手刈の様に相手の両膝裏を両手で持ち、頭部を相手の右腋下に出して、右肩を相手の腹に当て、後方に立ち姿勢のまま反り投げる肩車。
自身も倒れ込むと裏投となる。
相撲の居反りの様な技である。

## 歴史

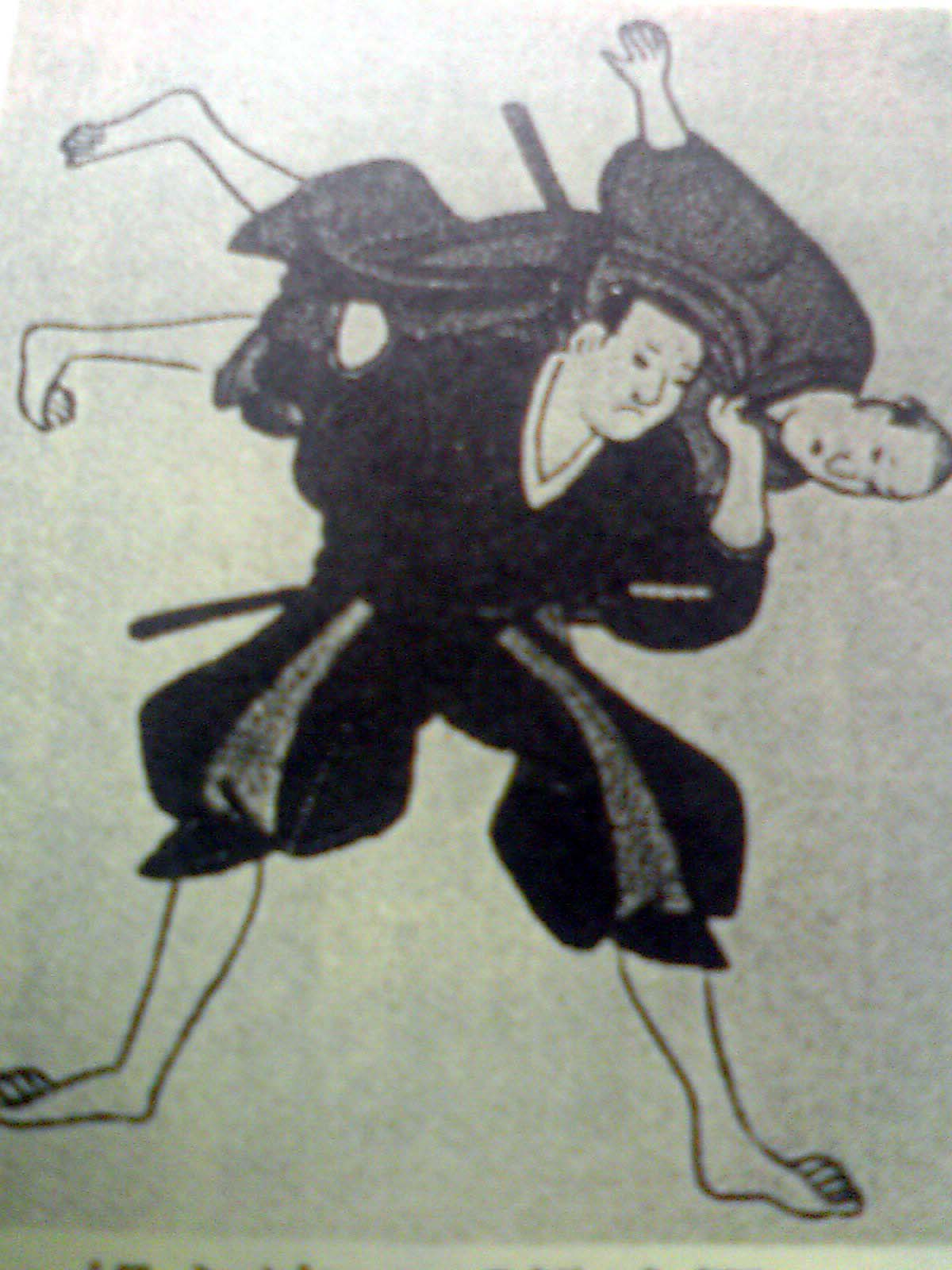
戸塚楊心流の「樊噲搦」。

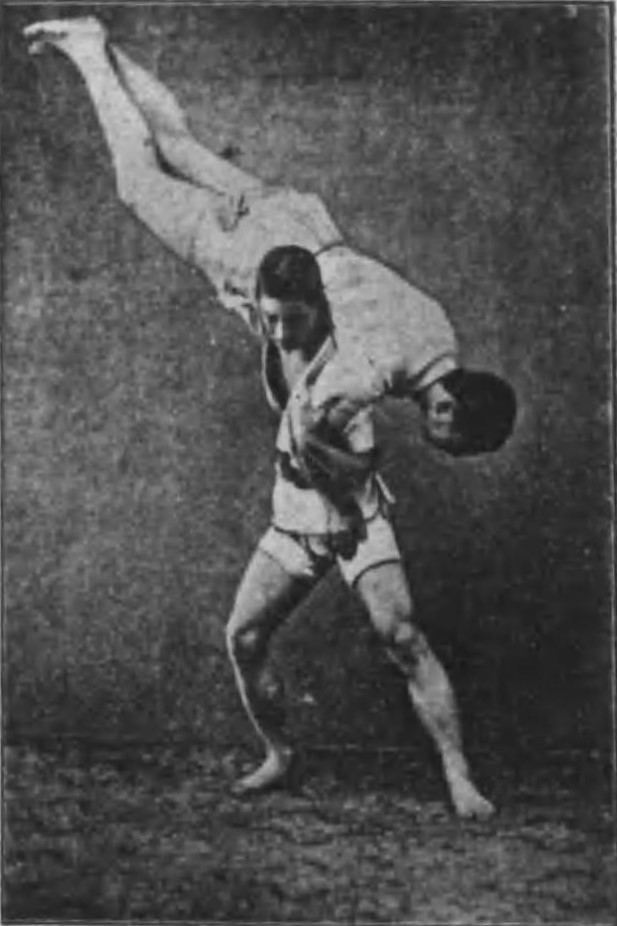
振気流練体柔術の絹擔

嘉納が福田の道場でいつも乱取りを取る福島兼吉という男にどうしても勝てず、相撲の技を覚えたら勝てると思った嘉納は、当時二段目の力士だった内山喜惣右衛門という男に習ったがそれでも勝てず終いだった。
そこで遂には、西洋の技を取り入れようと上野の図書館でいろいろ調べたところ肩車の応用のような技を見出した。
そして、嘉納は大学の友達を捕まえては投げてみると面白いように技が掛かる。
何度も繰り返し練習した嘉納はついに福島の大きな体を投げ倒すことが出来たという。
一説には、「サンボから逆輸入した。」という説もあるが、嘉納は西洋の何という技法から肩車を編み出したのかは明らかにしていない。
しかし、西洋でなくとも日本の柔術にも肩車の原型は存在していた。
肩車の名手で有名な神田久太郎が講道館機関誌『柔道』の1966年2月号では戸塚楊心流、1948年3月号では起當流の「絹担」を導入し肩車を改良した。
一度、両肩に抱上げてからしかるのちに右前隅に投げていたのを頭上を越して右前隅または真前に投げるのを一拍子に行うようにした。
また、講道館機関誌『柔道』によると、1966年までに講道館でも絹担は肩車であるとした。
幕末に渋川流、良移心当流、戸塚派楊心流を学んだ久冨鉄太郎は著書の中で「衣カツギ」という肩車と同様の乱取技を記している。
内容は「敵に左手で我右袖を取られた際、右手で敵の左腕を上から巻くように取り、体を屈めて腕の下に入り込み敵の左脇に首を付け左手を股に差し入れて抱え体を伸ばして右に落とす。」というもので別法には左膝を突いて同様に掛ける方法もあった。
明治時代に警視庁の弥生祭武術大会等に出場していた柔術家で振気流練体柔術を開いた隈元実道の著書にも「絹擔ギ」が紹介されている。
1902年の書籍『日本相撲伝』では肩車と同様の相撲技「絹かつぎ」を紹介している。
1948年の講道館機関誌『柔道』で玉嶺生は、肩車は相撲では絹かつぎにあたる旨述べている。
絹かつぎは日本相撲協会制定の決まり手には入ったことはない。
国際柔道連盟は2009年にルール改正し、肩車の使用に制限が加えられた。
相手が組み手争いから肩越しに逆側の背部を掴んできたような場合や、返し技、連続技の一つとして使うことは問題ないとした。
そして、のちに返し技、連続技として使うことも反則となった。
脚取り禁止の新ルールに抵触しないように、脚を取らずに相手の懐に潜り込む変則の肩車がよく使用されるようになった。
欧米では「ラーツ・ドロップ」と呼ばれていた技などである。

## 大相撲の決まり手として
大相撲の決まり手としては、絹担ぎ（きぬかつぎ）が柔道の肩車に相当するとされ、類似した名称で技の内容もこれと同様あるいは類似したものと思われる衣被き（きぬかずき）、きぬぞり（絹反り）、きぬうりについても解説するが、これらはいずれも日本相撲協会制定決まり手八十二手に含まれておらず、前述のように撞木反り、襷反り、居反りなどの反り技に相当するとされる。

### 衣被き
決まり手八十二手の撞木反りに当たるパターンのうち、肩に担ぎ上げた恰好で土俵外に歩み出たり、土俵に相手を落としたりした場合を言った技とされる。
決まり手八十二手制定以前の取組において、「衣被き」として報道・記録された取組は次の通り。
- 昭和4年9月場所4日目　○常陸嶌－大蛇山×

なおこの常陸嶌は、同場所9日目に東関を破った取組も「撞木反り」として記録されている。

### きぬぞり・きぬうり
1676年に出た書籍『南部相撲取組』では、反り系の技名として「きぬぞり」の技名が見える。『大相撲』誌（読売新聞社）では、公式の決まり手体系にこだわらず独自の決まり手体系を採用しており、その中で反り系の技名として「きぬうり」を採用している。
これは左(右)四つで寄り立て、相手が波離間投げを打ちそうになった場合、素早く腰を沈め、相手の左(右)脚をもろに取って、左(右)後ろ隅へ反り返す技とされる。
『大相撲』誌が「きぬうり」として掲載した取組として次の取組がある。
- 昭和44年11月場所序ノ口優勝決定戦　○嶺男山－荒岩×　（公式発表は「居反り」）

この「きぬうり」は、書籍『相撲大鑑』（1909年）にカタカナの「キヌウリ」として見える技名であるが、あるいは書籍『南部相撲取組』の「きぬぞり」から「キヌゾリ→キヌウリ」の誤伝によって生じた技名だったのではないかとも言われている。